# Fenotypisk plasticitet

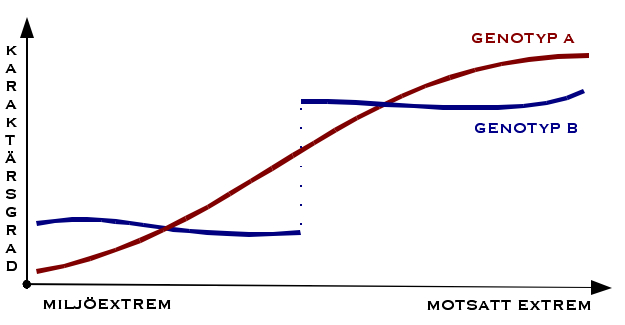
Reaktionsnormer för två genotyper. Genotyp A förändras kontinuerligt med miljön medan Genotyp B är tydligt indelad i två diskreta fenotyper.

Fenotypisk plasticitet innebär att en organism med en viss genotyp kan få olika fenotyp beroende på vilken miljö den lever i och exponeras för. 
Fenotypen kan ändras diskret, det vill säga mellan ett antal klart olika varianter, till exempel kön, eller kontinuerligt, det vill säga mellan varianter som är så många och så snarlika att de inte klart kan särskiljas, till exempel hudfärger. En kontinuerligt plastisk fenotyp kan variera längs en reaktionsnorm, vilket innebär att en viss miljö ger en viss korresponderande fenotyp. 
Förmågan att välja mellan olika fenotyper kan ge en organism högre fitness i en föränderlig miljö. Förmågan att anpassa sig gör att organismen kan leva under flera olika förutsättningar, vilket ökar dess överlevnadschans. För organismer som inte kan flytta på sig, främst växter, är det viktigt att vara anpassningsbar.  Men plasticiteten kan även ge rörliga arter möjlighet att kolonisera nya platser, vilket ökar deras utbredningsområde och därmed sannolikt deras individantal. 
En mycket plastisk fenotyp, det vill säga en egenskap som har lätt för att förändras som anpassning till miljöförändringar, kan minska spelrummet för det naturliga urvalet eftersom plasticitet är ett snabbare sätt att anpassa sig. Om alla individerna kan anpassa sig så att de blir lika bra i en viss miljö så finns inga skillnader som selektion kan verka på, alla individerna är bäst i den miljön.  Däremot kan selektion ske på de individer som är bra på att ändra sin fenotyp utifrån omgivningens krav. Detta sker ofta i miljöer som varierar kraftigt och snabbt, till exempel vad gäller temperatur eller fuktighet. 
Motsatsen till plastiska egenskaper kallas kanaliserade egenskaper.

## Exempel
Vissa egenskaper uppstår bara vid speciella förutsättningar. Hinnkräftor av släktet Daphnia har generellt sett en tämligen rund kroppsform. I närvaro av predatorer kan de dock bilda långa vassa taggar på huvud och bakdel för att förhindra att de blir uppätna.  Även bäckspigg (Culaea inconstans) kan anpassa sin kroppsform efter predatornärvaro. Spiggens huvudfiende är gäddan. I bäckar utan gädda är spiggen strömlinjeformad medan spigg i bäckar där det även finns gädda tenderar att få vassa, utstickande rygg- och bröstfenor. Laboratorieexperiment har visat att spigg utan taggiga fenor som exponeras för gädd-doft utvecklar taggar. 
Ett extremfall av fenotypisk plasticitet finns hos myror. Det är inte genetiken som avgör om en honmyra ska bli drottning eller arbetare, utan hur dess ägg behandlas före kläckning.  Denna förändring sker bara en gång. Sedan tillhör myran en av kasterna resten av livet.
En organisms kön är oftast bestämt av genetiken, men hos många arter bestäms det i stället av miljön. I dessa fall är kön en plastisk fenotyp. Hos blågyltan lever en hane ihop med ett stim av honor. Hanen är större och har tydligare färgmarkeringar än honorna. Om hanen försvinner från gruppen kommer den största honan att ta hans plats; hon byter kön och blir hane inom några dagar, och växer till sig och får hanligt utseende på några veckor. 